# Kiuruvesi (sjö i Kiuruvesi, Norra Savolax)
Kiuruvesi är en sjö i kommunerna Kiuruvesi och Idensalmi i landskapet Norra Savolax i Finland. Sjön ligger 88,4 meter över havet. Den är 8 meter djup. Arean är 14,32 kvadratkilometer och strandlinjen är 65,44 kilometer lång. Sjön  ingår i Vuoksens huvudavrinningsområde.   Den ligger omkring 89 kilometer nordväst om Kuopio och omkring 390 kilometer norr om Helsingfors. 
I sjön finns öarna Kaskisaari, Kukkoluoto, Lapinsaari, Tiirinsaari, Syväinsaari, Kalmonsaari, Kärkkäänsaari och Kokkosaari. 
Kiuruvesi centralort ligger vid sjöns nordvästra ände. Sjön avvattnas åt sydost genom Luupujoki till Haapajärvi. 